# Michael Merschmeier
Michael Merschmeier (* 17. Dezember 1953 in Münster) ist ein deutscher Theaterkritiker und Autor.

## Leben
Merschmeier studierte Germanistik, Theaterwissenschaft, Kommunikationswissenschaft, Philosophie und Linguistik und schloss 1985 dieses Studium an der Universität Berlin  mit seiner Promotion ab.
Von 1982 bis 2001 arbeitete Merschmeier als Redakteur und Herausgeber der Zeitschrift „Theater heute“.  Von 1995 bis 2021 war er Verleger und seit 2012 auch geschäftsführender Gesellschafter des Friedrich Berlin Verlags – Der Theaterverlag –, in dem „Theater heute“, „Opernwelt“, „Bühnentechnische Rundschau“ und „tanz“ und seit dem Herbst 2017, ausschließlich online, „Das TheaterMagazin“ erscheinen.
Langjähriges Mitglied u. a. der Jury des Berliner Theatertreffens, des Mülheimer „stücke“-Wettbewerbs, des Kortner-Preises, des Berliner Theaterpreises und des Theaterbeirats des Goethe-Instituts; für dasselbe auch Herausgeber der Filmreihe „Deutsches Theater der Gegenwart“. Er ist Mitgründer des PEN Berlin.
Merschmeier ist mit David Engler verheiratet und lebt und arbeitet in Berlin und Wien.

## Werke (Auswahl)
Belletristik
- Berliner Blut. Roman. Rotbuch Verlag, Berlin 1997, ISBN 3-88022-593-1.
- Frölichs Träume. Roman. Eichborn Verlag, Frankfurt/M. 2001, ISBN 3-8218-0861-6.
- Frölichs freier Fall. Roman. Dtv, München 2005, ISBN 3-423-24473-9.

Sachbücher
- Aufklärung, Theaterkritik, Öffentlichkeit. Mit einem zeitgenössischen Exkurs. Dissertation, FU Berlin 1985.